# ルクレツィア・ブティ
ルクレツィア・ブティ（伊: Lucrezia Buti, フィレンツェ, 1435年ごろ-16世紀）は、ルネサンス期のイタリアの修道女であり、後に画家フィリッポ・リッピの恋人になった。 ルクレツィアは画家の聖母画のいくつかのモデルであると信じられている。 

## 生涯

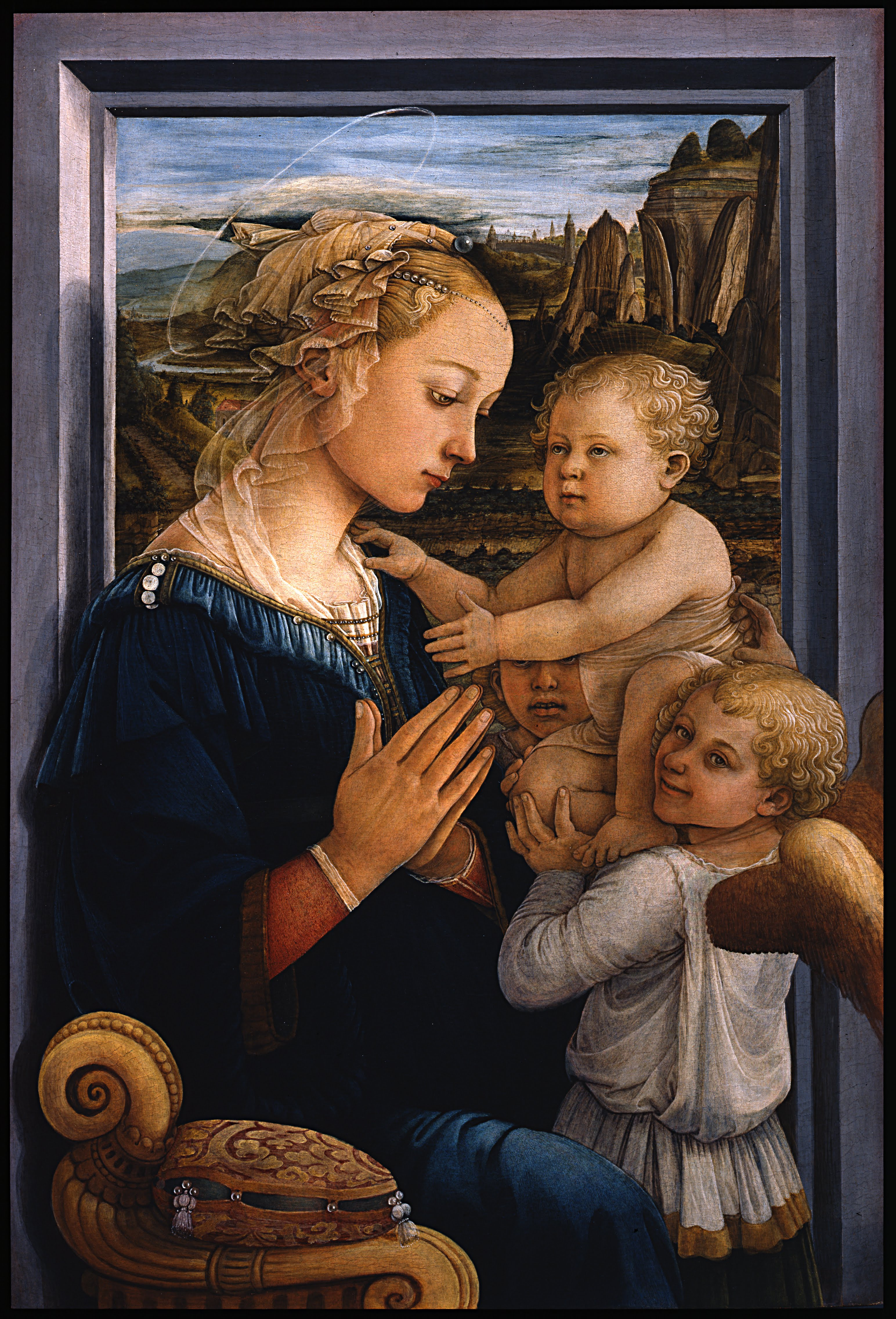
フィリッポ・リッピの『聖母子と二人の天使』1450年から1465年。聖母はブティをモデルに描かれたと信じられている。ウフィツィ美術館所蔵。

ルクレツィアは1435年にフランチェスコ・ブティ（Francesco Buti）とカテリーナ・チャッチ（Caterina Ciacchi）の娘としてフィレンツェで生まれた。彼女はプラートのドミニコ会のサンタ・マルゲリータ修道院（Monastery of Santa Margherita）で修道女になった。画家のジョルジョ・ヴァザーリによれば、1456年に修道院の寄宿生であったブティは、修道女の祭壇画を制作するように依頼された修道士で画家のフィリッポ・リッピと出会った。リッピは修道院のために制作していた絵画の聖母のモデルとしてブティを要求した。 絵画を描いている間にブティに恋をしたリッピは、プラートの使徒トマスの聖帯行列から彼女を誘拐して、自宅に連れて行くという大きなスキャンダルを引き起こした。その後、リッピが彼女を修道院に戻らせようとしたにもかかわらず、ブティはドゥオーモ広場にあるリッピの家にとどまった。
1457年、ブティはリッピに息子フィリッピーノを、1465年に娘のアレッサンドラを産んだ。コジモ・デ・メディチの介入により、2人は教皇ピウス2世から結婚するための免除を受けたが、ヴァザーリによるとリッピはブティとの結婚を断ったという。
ルクレツィアは伝統的にフィリッポ・リッピの『聖母子と二人の天使』（Madonna col Bambino e due angeli）、プラート大聖堂の聖ステファヌスと洗礼者聖ヨハネのフレスコ画連作の『ヘロデ王の饗宴』のサロメのモデルであると考えられている。